# Direitos especiais de saque
Direitos especiais de saque, abreviadamente DES (em inglês: Special Drawing Rights, SDR) são um instrumento monetário internacional, criado pelo Fundo Monetário Internacional (FMI), em 1969, para completar as reservas oficiais dos países membros. DES são ativos de reserva em moeda estrangeira suplementares definido e mantidas pelo FMI. Seu valor é baseado em uma cesta das principais moedas internacionais, revista pelo FMI a cada cinco anos. Com base na revisão realizada em 30 de novembro de 2015, a cesta dos DES era composta pelas seguintes cinco moedas: dólar estadunidense ($) 41,73%, euro (€) 30.93%, libra esterlina (£) 8,09%, iene japonês (¥) 8,33% e, mais recentemente, o yuan chinês (¥) 10,92%. Os pesos atribuídos a cada uma das moedas na cesta de DES são ajustados de acordo com a sua importância atual em termos de comércio internacional e reservas nacionais de divisas.
Os DES não são uma moeda per se. Eles não representam uma reivindicação de moeda em poder dos países membros do FMI para os quais podem ser trocados. Como eles só podem ser trocados por dólares norte-americanos ($), euro (€), libras esterlinas (£), iene (¥) ou yuan chinês (¥), os DESs podem realmente representar uma reivindicação potencial do FMI sobre as reservas cambiais dos países membros, que geralmente são realizadas nessas moedas de reserva.